# Filature Hanus
Filature Hanus was een katoenspinnerij die werd opgericht te Laarne door Fernand Hanus. De fabriek is gelegen aan Lange Meire 56.

## Geschiedenis
In 1898 richtte Louis de Porre te Laarne de weverij Tissage de Laerne De Porre op, welke in 1905 door Hanus werd opgekocht. Grote uitbreidingen van deze stoomweverij vonden plaats in 1911 en 1912, in het laatstgenoemde jaar werd ook een generator voor elektriciteitsopwekking geplaatst.
In 1920 werd in de Filature Jules de Hemptinne te Gent een afdeling van de Filature Hanus gehuisvest. Beide spinnerijen werden in hetzelfde jaar onderdeel van Union Cotonnière, waarvan Fernand Hanus grootaandeelhouder was.
In 1925 werd de spinnerij annex weverij te Laarne omgezet in een N.V.: de N.V. Établissements Textiles Fernand Hanus. Vanaf 1954 werden er synthetische vezels gesponnen. Dit bedrijf werd in 1967, toen René Hanet directeur was, onderdeel van de Union Cotonnière. Daarna volgden nog uitbreidingen en moderniseringen en in de jaren '80 van de 20e eeuw besloeg het terrein 7 ha, waarvan 4 ha bebouwd. Het omvatte een spinnerij met 40.000 spindels, vier ruimten voor de verwerking van synthetische vezels, en een weverij met 250 weefgetouwen.
Het complex is gebouwd met bakstenen en bezit een schoorsteen uit omstreeks 1920, waarop de letters F H werden aangebracht.'
Het fabriekscomplex is behouden. In 1995 werd het als Microfibres Europe toegevoegd aan de Amerikaanse Microfibres-groep en werd er synthetisch velours geproduceerd. In maart 2016 ging het bedrijf failliet.